# Улькен Нарын
Улькен Нарын (каз. Үлкен Нарын, до 2009 г. — Большенарымское) — село в Улькен Нарынском районе Восточно-Казахстанской области Казахстана. Административный центр Улькен Нарынского сельского округа и Улькен Нарынского района. Код КАТО — 635430100.

## География
Расположен на восточной оконечности (правый берег) Бухтарминского водохранилища в устье реки Нарым.

## История
В 1920-е годы было центром Бухтарминского уезда.
С 9 января 1935 года по 23 мая 1997 года село являлось административным центром упразднённого Улькен Нарынского района.
С 1.01.2024 – административный центр Улькен Нарынского района.

## Население
В 1999 году население села составляло 7352 человека (3577 мужчин и 3775 женщин). По данным переписи 2009 года, в селе проживало 5095 человек (2440 мужчин и 2655 женщин).
На начало 2019 года, население села составило 4133 человека (2069 мужчин и 2064 женщины).

## Экономика
В селе есть производственные кооперативы и фермерские хозяйства мясо-молочного направления. Масло и кирпичные заводы, больница, школы.

## Известные жители и уроженцы
- Василий Александрович Шулятиков (1917—2009) — Герой Советского Союза, участник Советско-финской и Великой Отечественной войн.
- Николай Андреевич Горбачёв (1923—2000) — русский советский писатель.
- Андрей Григорьевич Огнёв (1902—1943) — Герой Советского Союза.